# Ken Salazar
Kenneth Lee Salazar, detto Ken (Alamosa, 2 marzo 1955), è un politico statunitense, ex Senatore e Procuratore generale per lo Stato del Colorado e Segretario degli Interni nell'amministrazione Obama fra il 2009 e il 2013.